# Xiaolongbao

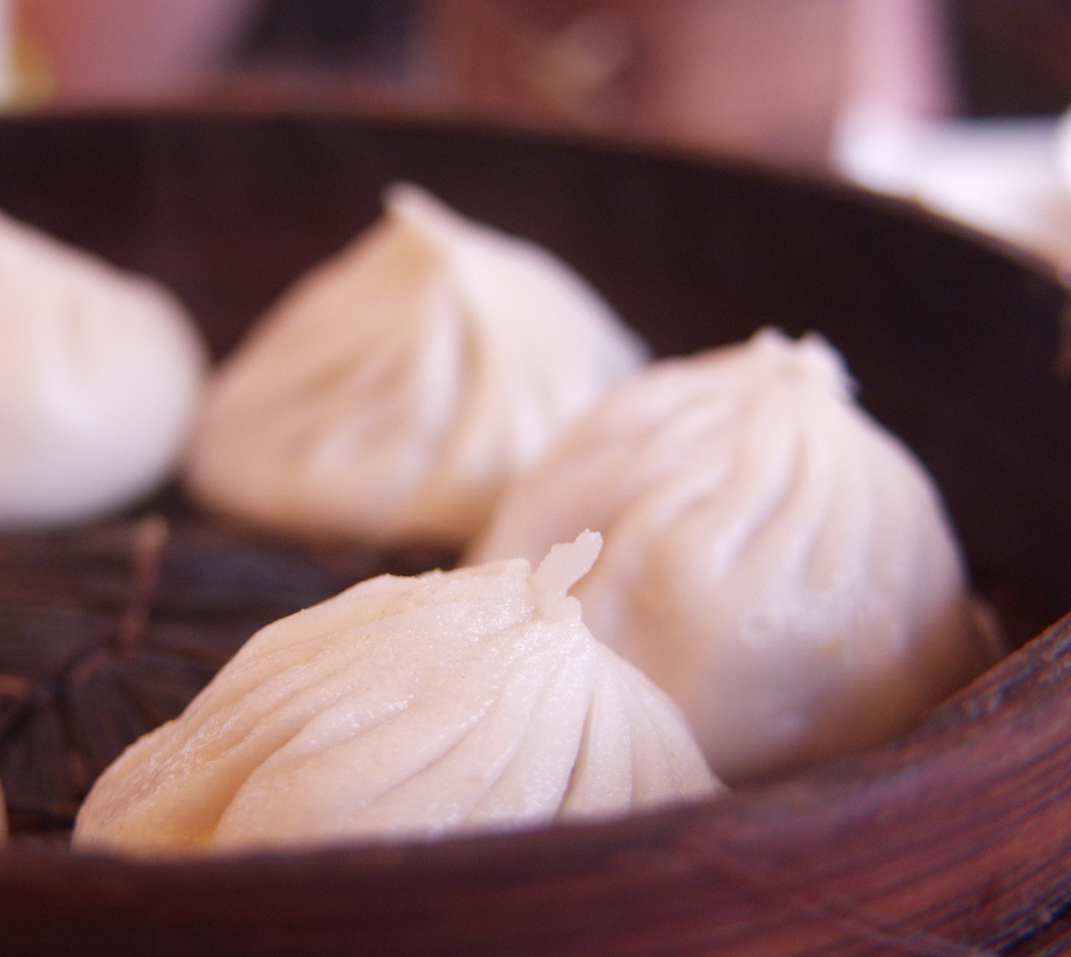
Xiaolongbao im Dampfkorb.

Xiaolongbao (chinesisch 小籠包 / 小笼包, Pinyin xiǎolóngbāo – „kleine (Dampf-)Korb-Täschchen“) sind kleine mit Fleisch und Brühe gefüllte Teigtaschen. Sie gehören zur Art der Guantangbao (灌湯包 / 灌汤包,  guàntāngbāo, kurz tāngbāo 湯包 / 汤包 – „suppengefüllte Teigtasche“), eine mit Brühe befüllte Teigtaschenart. Sie sind eine Art von Baozi / Teigtasche aus Ostchina, zum Großteil aus der Region Shanghai und Jiangsu. Diese Teigtaschen werden traditionell in Dampfkörben aus Bambus, auch Bambusdämpfer genannt, dampfgegart.
In Shanghai und Umgebung werden sie gewöhnlich nach regionaler Mundart in Shanghaidialekt als Siolon meudoe (小籠饅頭 / 小笼馒头,  xiǎolóng mántóu) genannt. Als Mantou (饅頭 / 馒头, shanghaiisch meudoe) bezeichnet man gefüllte und ungefüllte Teigwaren in Südchina, aber nur ungefüllte Teigwaren in Nordchina, deshalb wird der Name Xiaolongbao in übrigen Landesteilen, aber auch zunehmend in Shanghai selber, verwendet.

## Zutaten
Der Teig des Xiaolongbaos ist dünn, rund, leicht durchsichtig und die Tasche wird oben durch Falten und Zusammendrücken verschlossen. Authentische Xiaolongbao haben mindestens 14 Falten. Der Teig ähnelt dem von Jiaozi (siehe Teigtaschen), die Herstellung ist allerdings anders.
Xiaolongbao sind kleine Baozi (小包,  xiǎobāo), der Durchmesser beträgt in der Regel 3 bis 4 Zentimeter. Sie werden traditionell mit Brühe und Fleisch gefüllt, aber es gibt auch Varianten mit Meeresfrüchten oder vegetarischen Füllungen. Die Brühe entsteht in der Teigtasche beim Dämpfen durch Zugabe gekühlter Fleisch-Gelatine bei der Befüllung. Durch den heißen Dampf schmilzt die Gelatine zu einer Brühe.

## Servieren und Essen
Traditionell gehören die Xiaolongbao zum Dim Sum, also zu den Snacks. Sie werden heiß im Dampfkorb, in dem sie gedämpft wurden, serviert. Ein Xiaolongbao wird vorsichtig mit Essstäbchen aus dem Korb genommen und in eine mit Reisessig und gehobeltem Ingwer gefüllte Schale getunkt. Um Verbrennungen im Mund vorzubeugen, wird die heiße Brühe zuerst durch ein kleines Loch im Xiaolongbao herausgesaugt und erst danach das ganze Xiaolongbao gegessen.
- Verzehr von Xiaolongbao – 小籠包 / 小笼包

Verzehr von Xiaolongbao – 小籠包
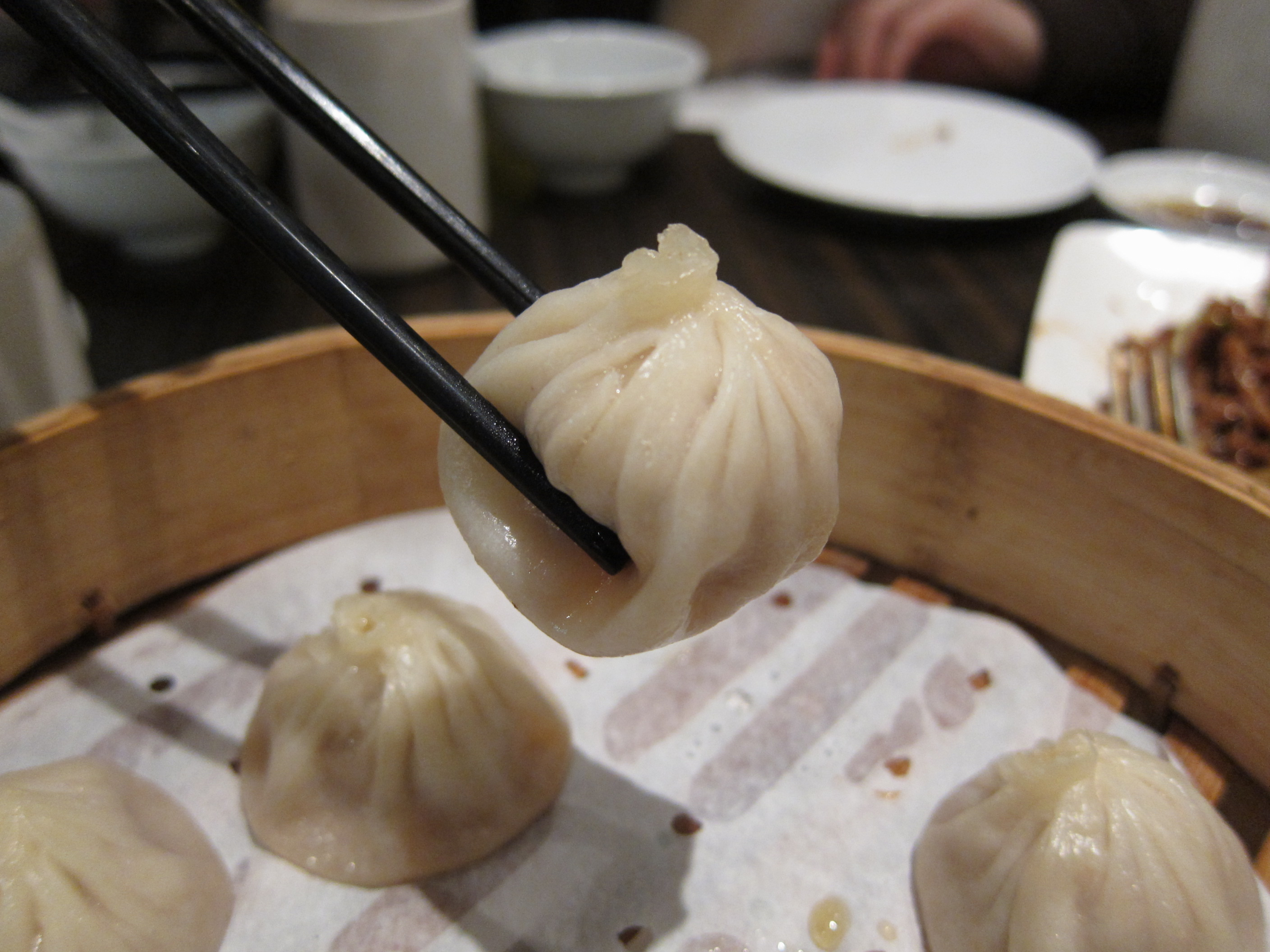
Xiaolongbao im Bambusdämpfkorb
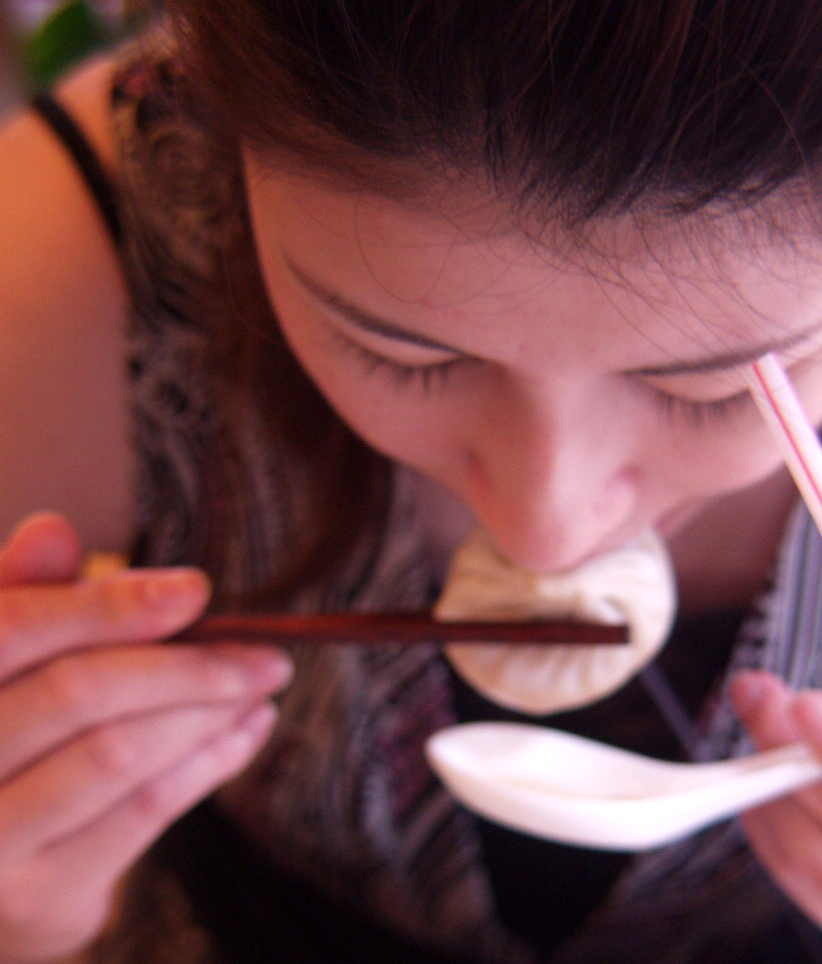
Richtiges Halten beim Essen
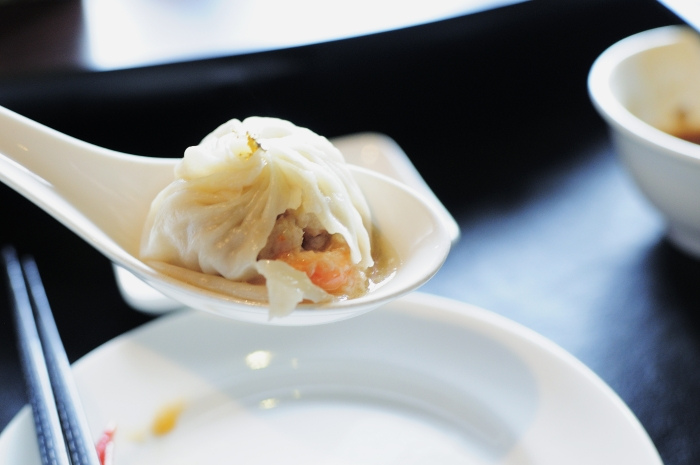
Füllung eines Xiaolongbaos
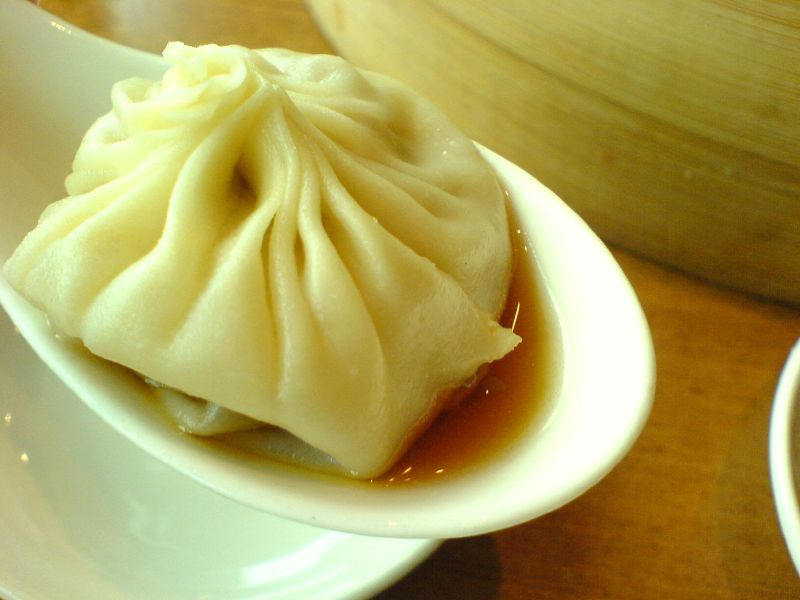
Xiaolongbao mit Dip auf einem Löffel
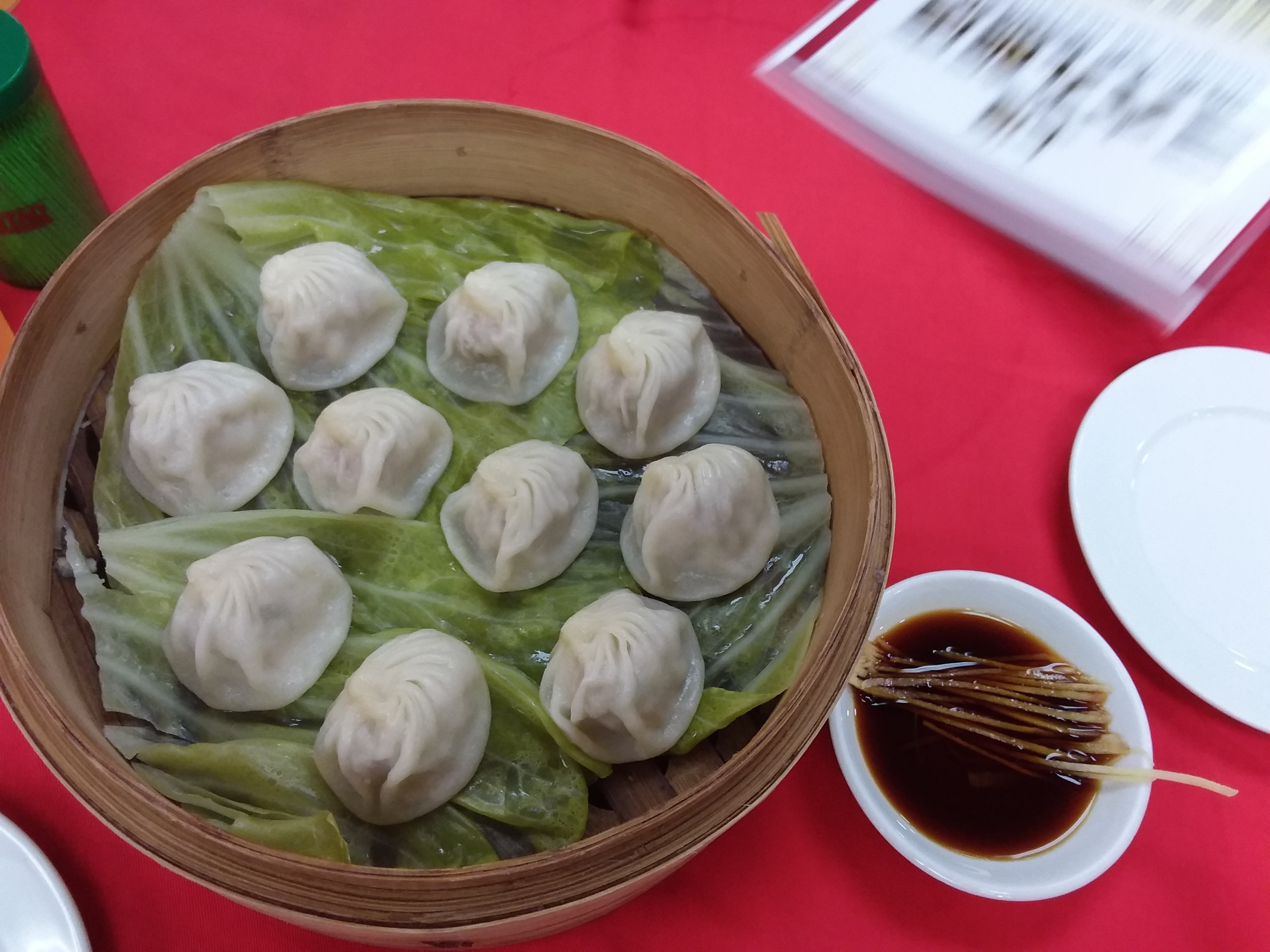
Xiaolongbao mit Sojasauce-Ingwer-Dip
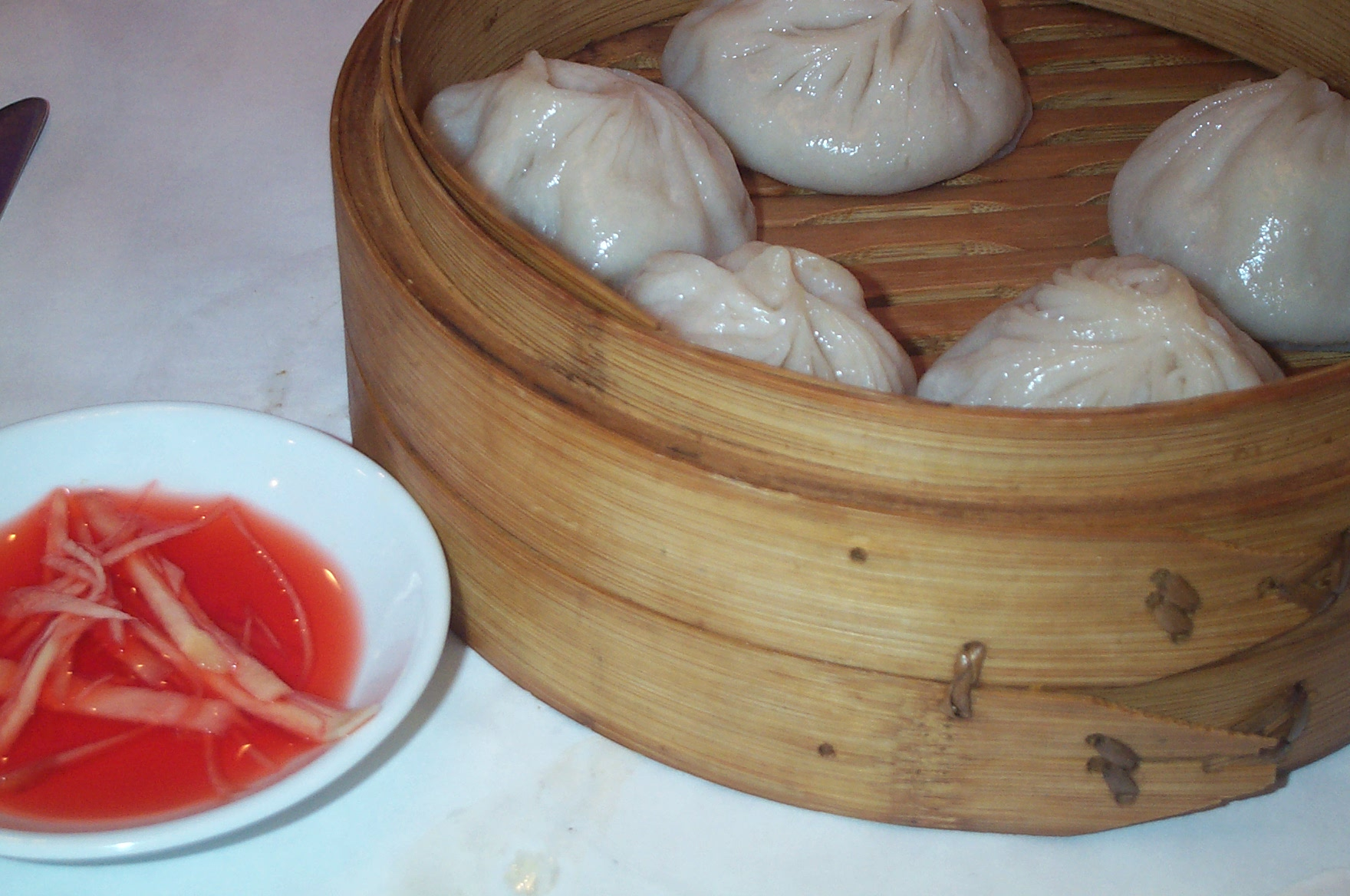
Xiaolongbao mit Essig-Ingwer-Dip
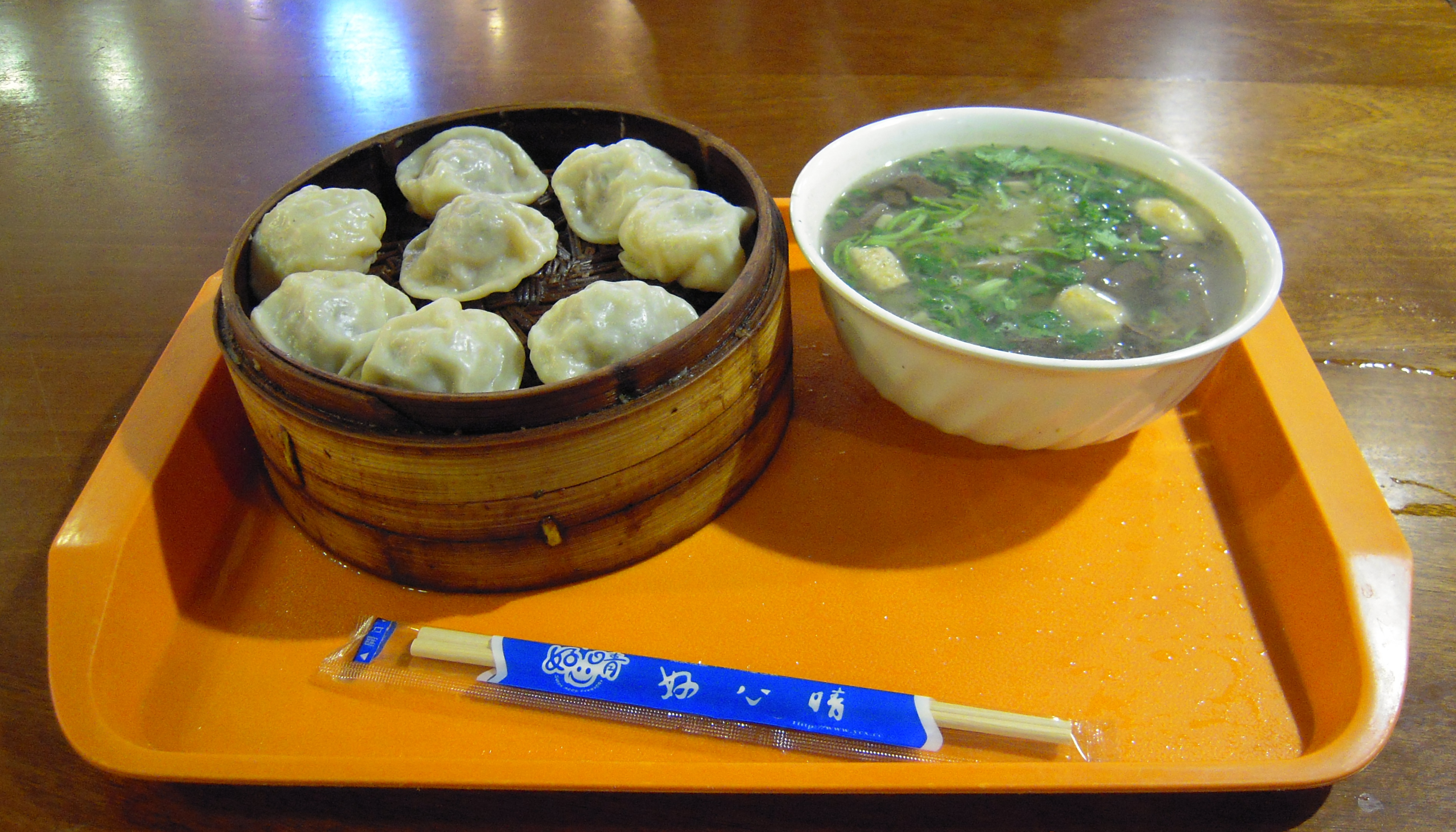
Xiaolongbao als Beilage zur Nudelsuppe

## Ursprung in Shanghai
Xiaolongbao nach Shanghai Art kommen ursprünglich aus dem Städtchen Nanxiang, welches ein Vorort von Shanghai im Jiading Bezirk ist. Der Erfinder der Xiaolongbao verkaufte sie ursprünglich in seinem Geschäft in Nanxiang, welches neben dem Guyi Garten war. Von hier hat es sich in das Stadtzentrum Shanghais und in andere Gebiete verbreitet.
Heute gibt es zwei Geschäfte in Shanghai, die für Chinesen als authentisch gelten. Das erste ist das Nanxiang Mantou Dian (南翔饅頭店 / 南翔馒头店), welches aus dem ursprünglichen Teigtaschenladen (Dimsum-Laden) Rihua Xuan (日華軒 / 日华轩,  rìhuáxuān) in Nanxiang hervorgegangen ist, aber heute sich im Stadtzentrum Shanghais, im Markt am Yu-Yuan-Garten, befindet. Es ist vor allem berühmt für mit Garnelen und Krabbenpulver gefüllte Xiaolongbao. Das Geschäft hat eine lange Tradition, die sich über mindestens 105 Jahre streckt. Das Geschäft betreibt Zweigstellen in Hongkong, Japan, Südkorea und Singapur.
Das zweite als authentisch geltende Geschäft befindet sich am alten Standort des Erfinders des Xiaolongbao in Nanxiang.
- Verschiedene Xiaolongbao – 小籠包 / 小笼包

Verschiedene Xiaolongbao – 小籠包
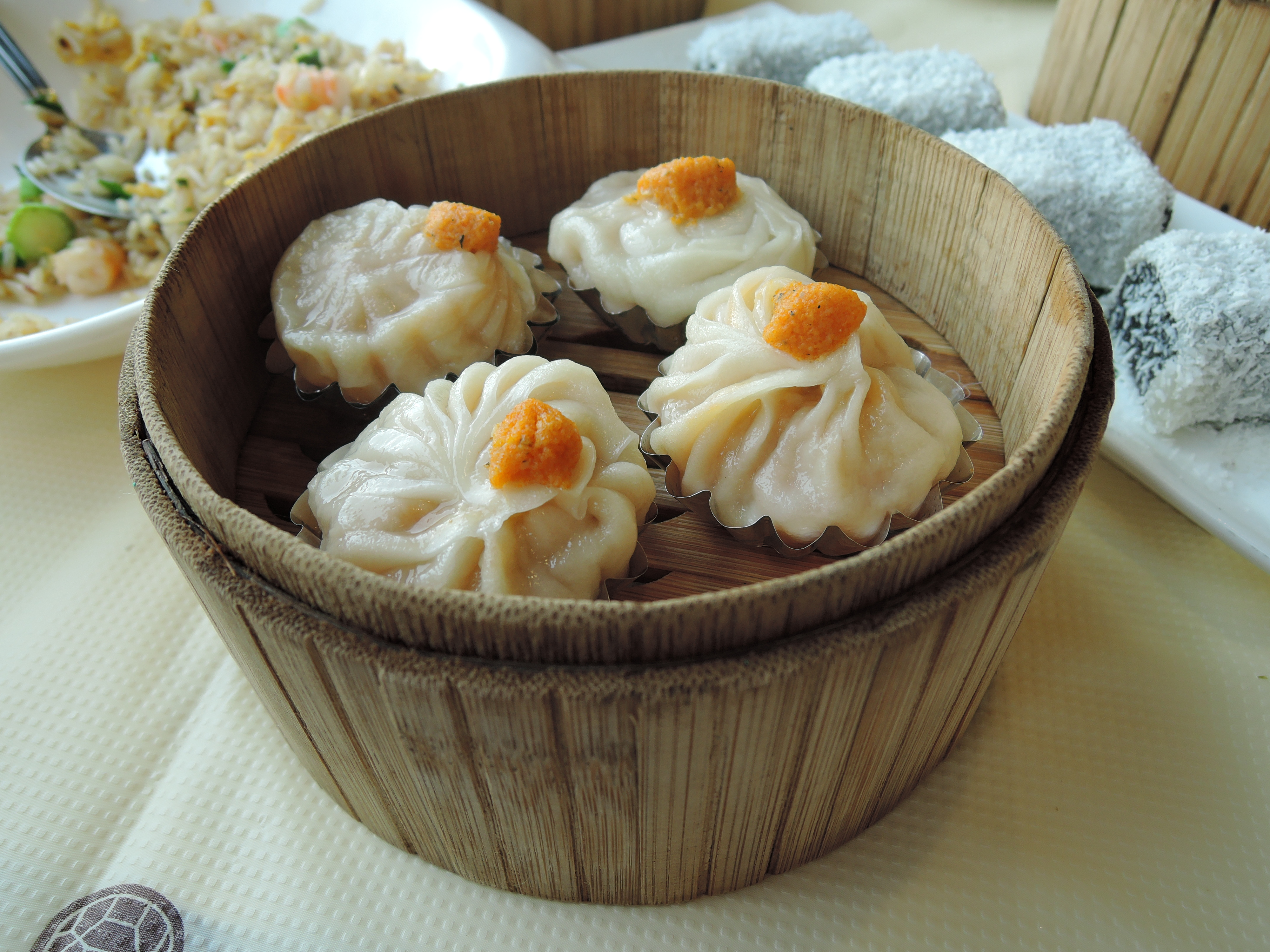
Xiaolongbao mit Krabbenrogen (oben) in Hongkong
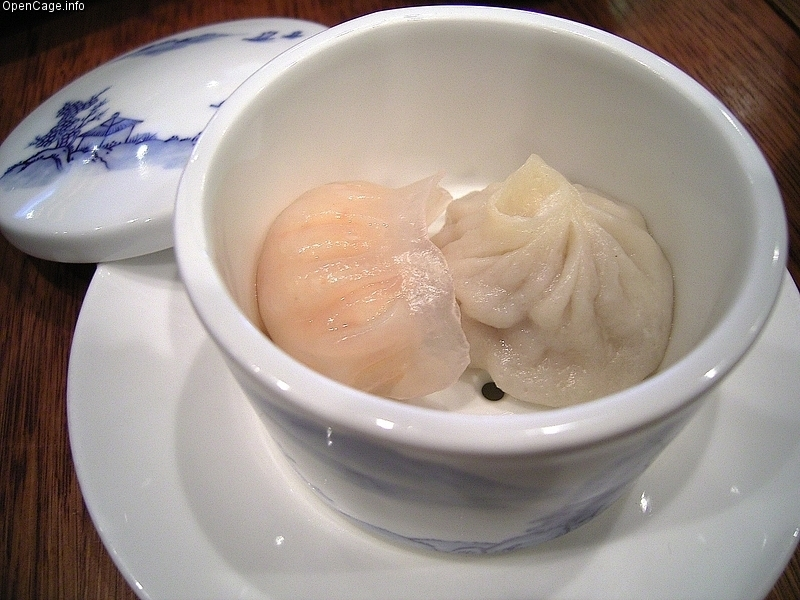
Xiajiao (蝦餃) und Xiaolongbao (rechts) in Higashinada, Kobe
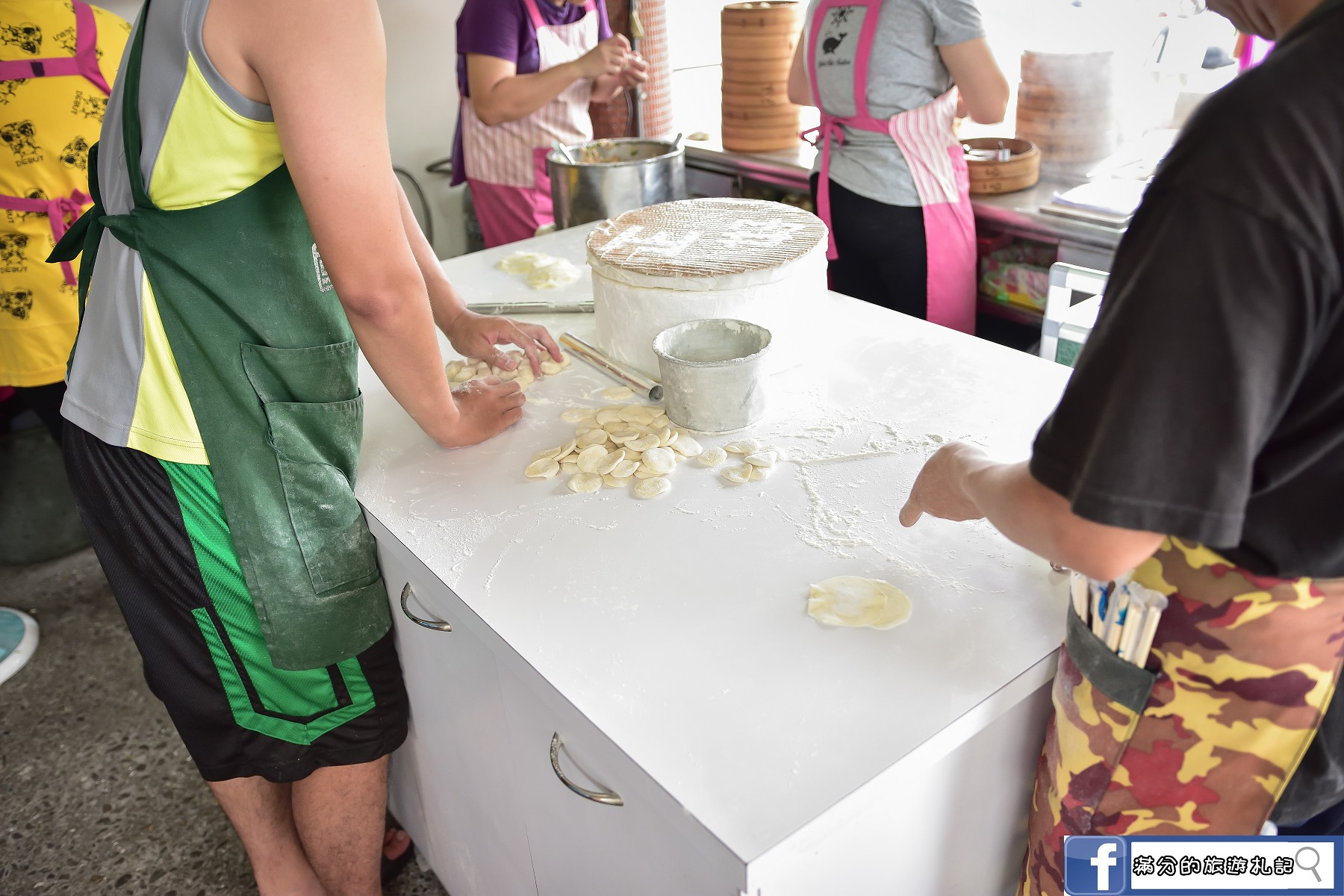
Xiaolongbao-Herstellung am einfachen Restaurant in Yilan
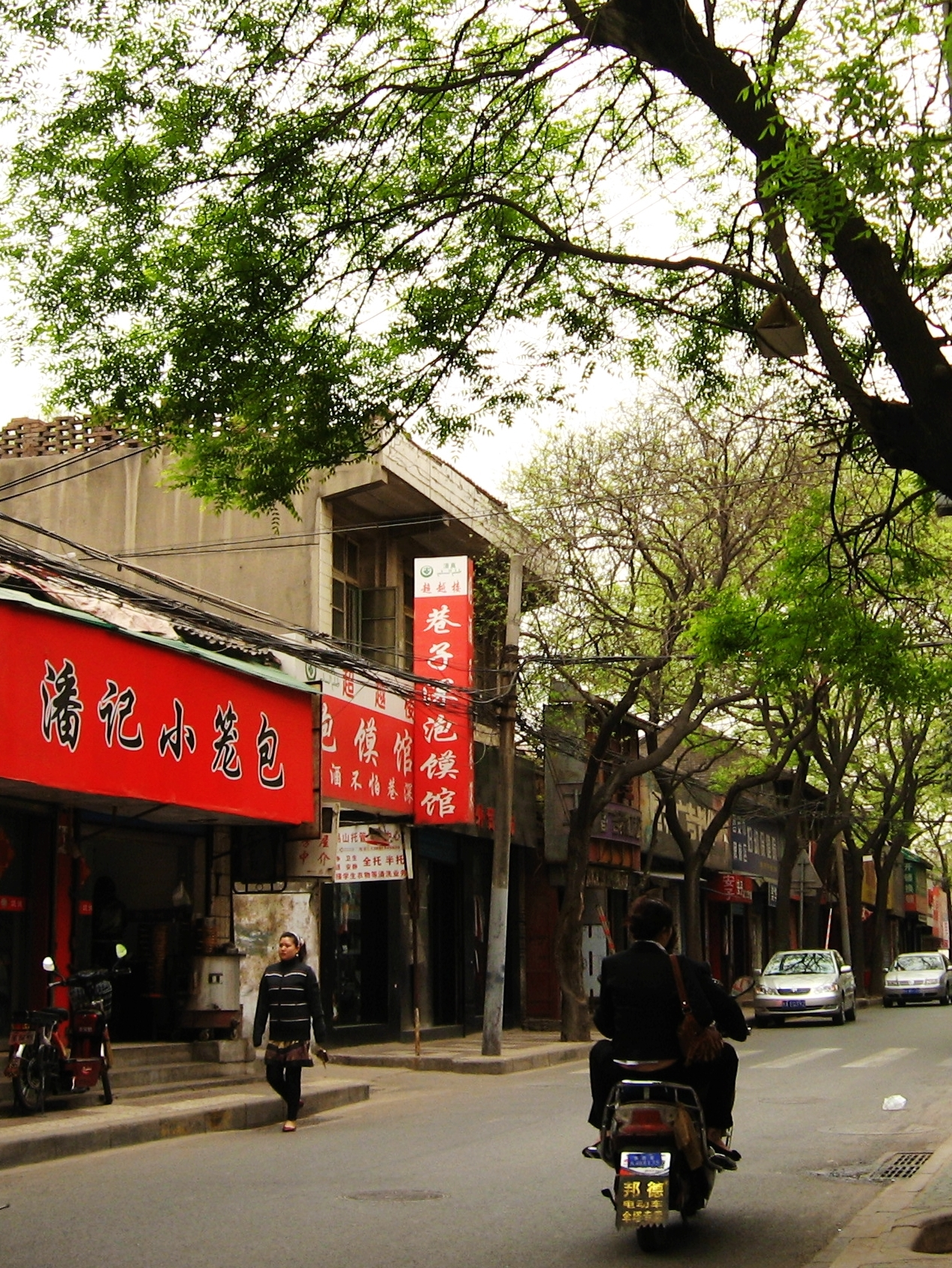
Xiaolongbao-Laden in Xi’an
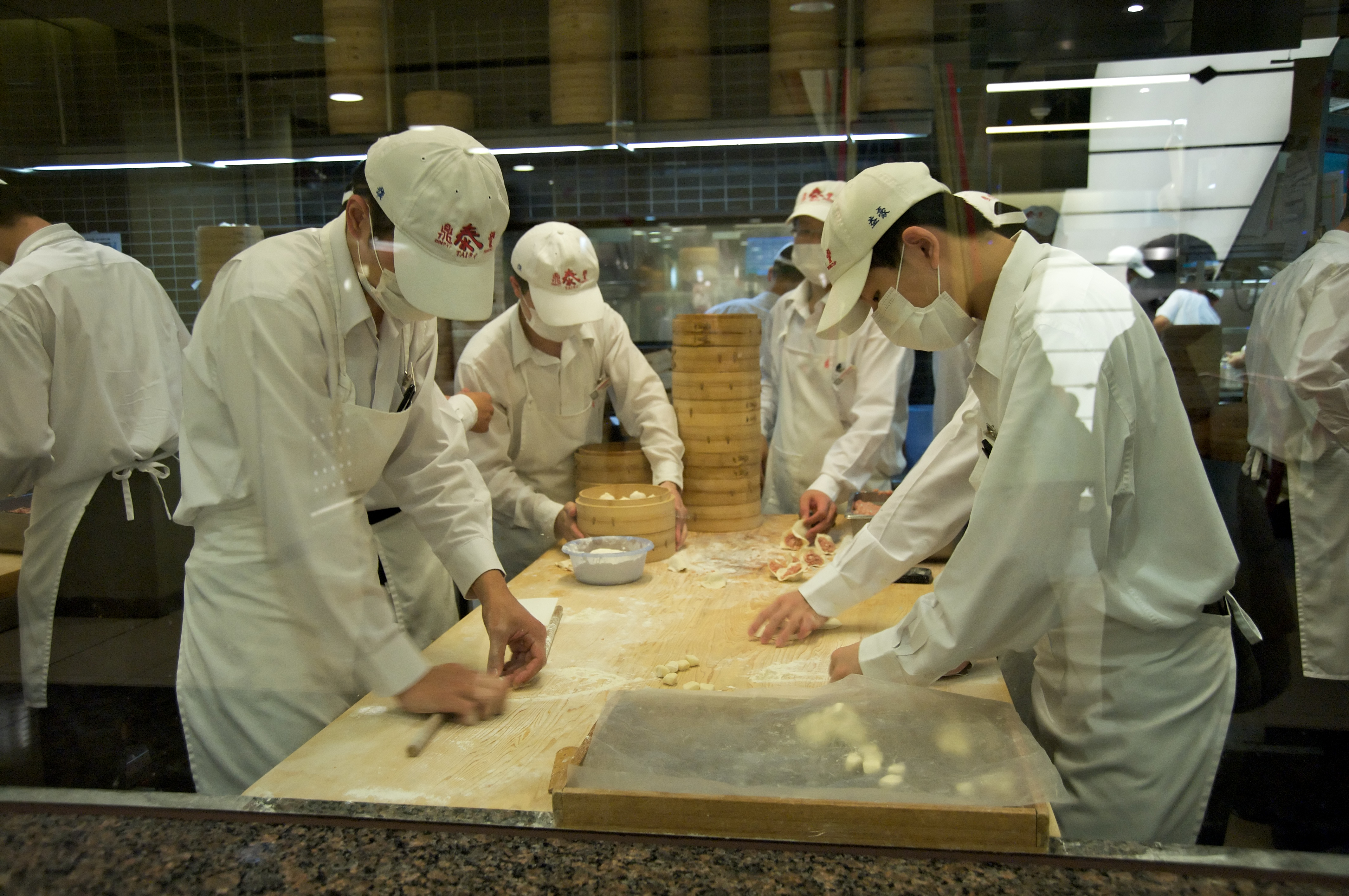
Xiaolongbao-Herstellung bei der Dintaifung-Kette (鼎泰豐) in Taipei
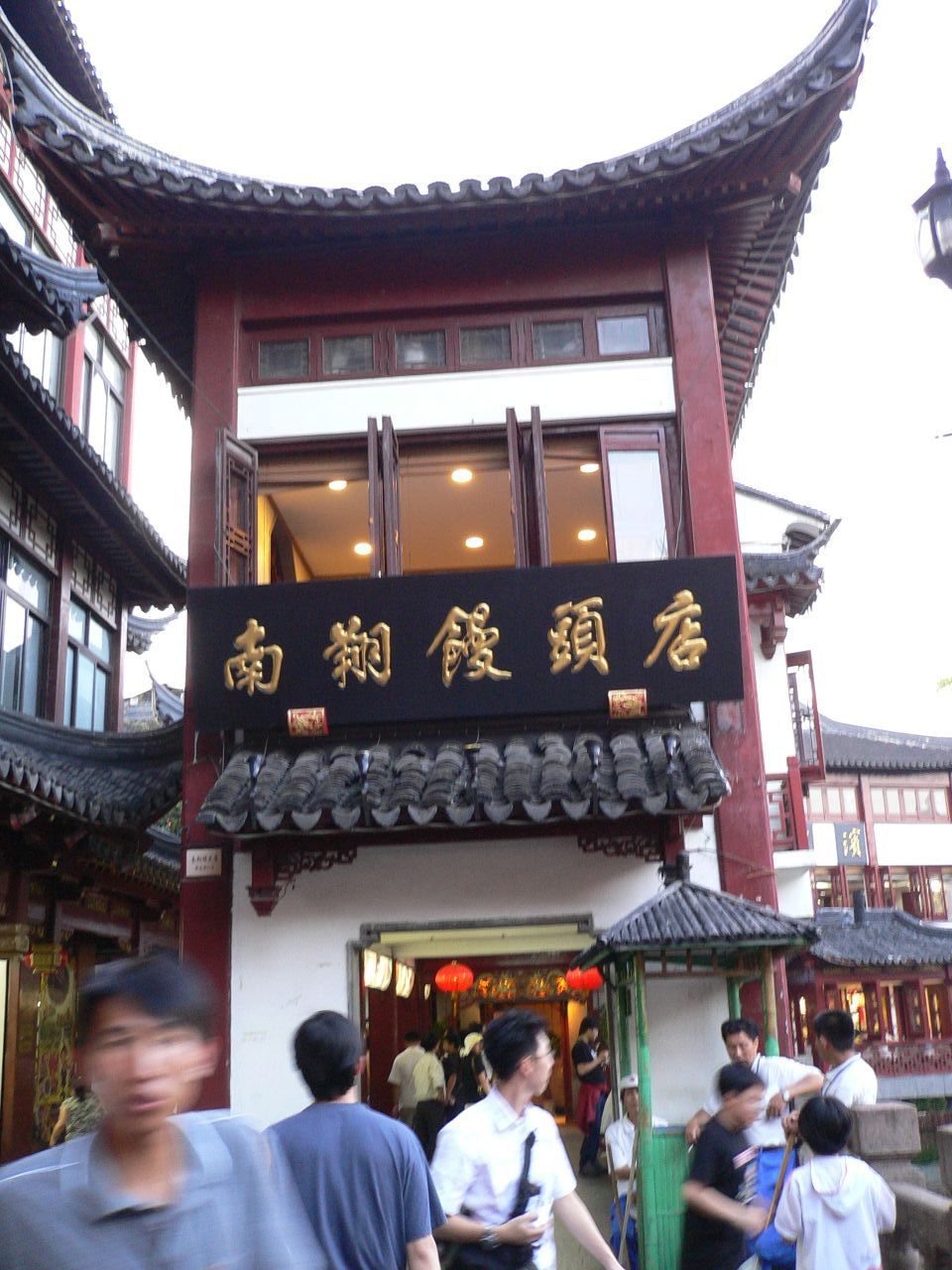
Nanxiang Mantou in Shanghai
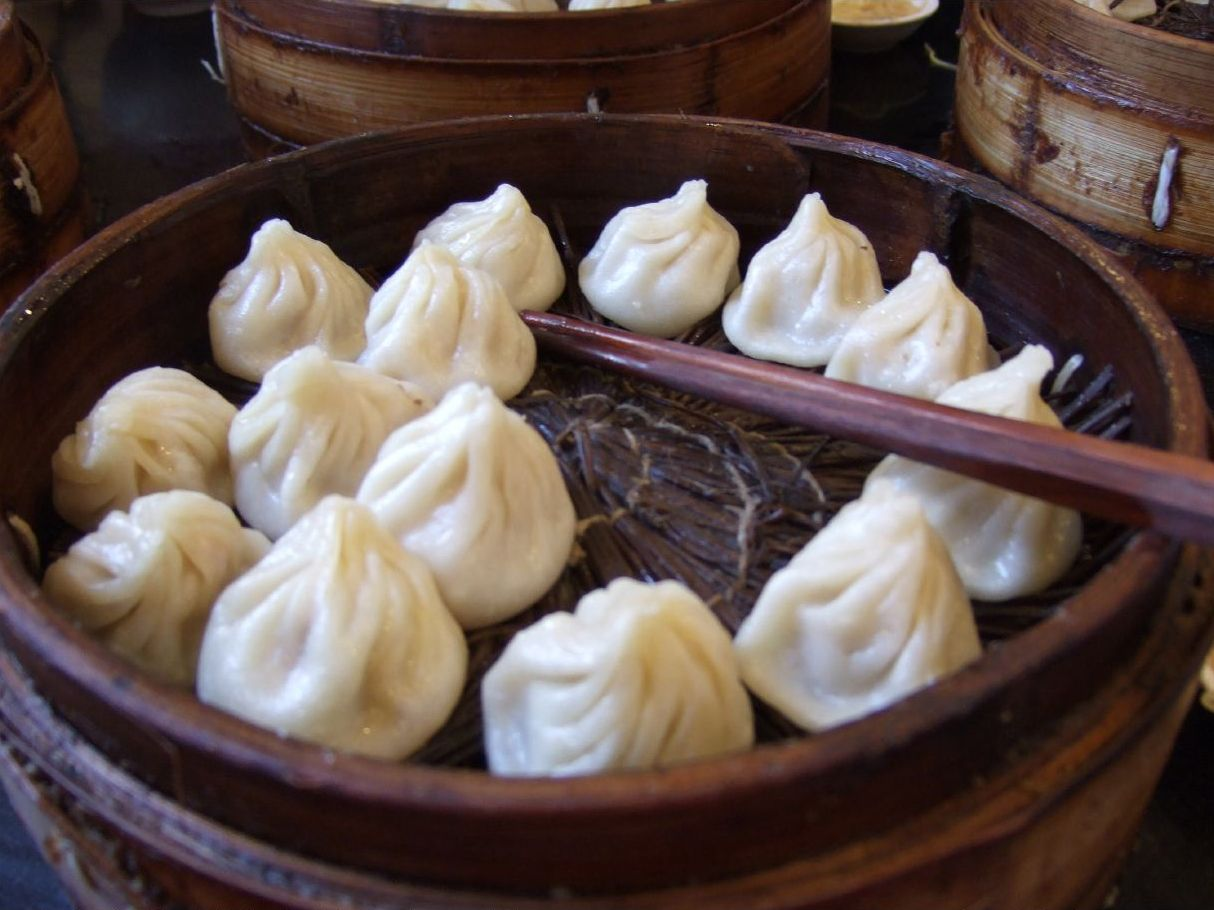
Original Xiaolongbao bei Nanxiang Mantou (南翔饅頭店)

## Wuxi-Variante
Xiaolongbao in Wuxi (無錫小籠包 / 无锡小笼包,  wúxī xiǎolóngbāo) sind süßer, haben dickere Teigwandstärke, mehr Füllung und die Brühe ist dünnflüssiger als nach Shanghaier Art.